# Atanas Talevski

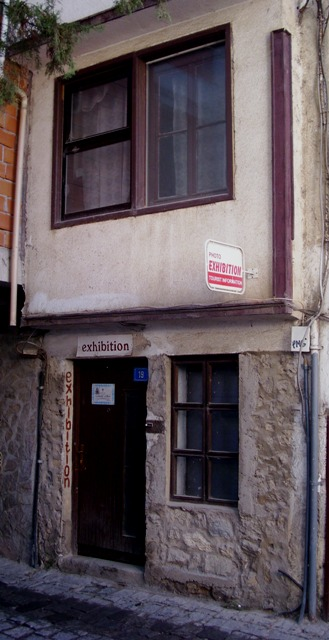
Huset av Atanas Talevski i Ohrid

Atanas Talevski (makedonska Атанас Талевски), född 17 december 1954 i Veles, död 27 juni 2008 i Skopje, var en makedonsk fotograf.
Delen av sitt liv tillbringade han i sin födelsestad, och från 1990 bodde i Ohrid. Bosatta i andra länder, främst i Tyskland, England, Vietnam, Kambodja, Mali, osv.

## Utställningar (urval)[6]
- 1996 - Fotografier från Vietnam
- 1997 - Fotografier från Ohrid
- 1998 - Paralells Ohrid och Provence
- 1998 - Fotografier från Tunisien
- 1999 - Fotografier från Makedonien
- 1999 - Fotografier från Rumänien
- 2000 - Fotografier från Indien
- 2000 - Kloster öst - väst
- 2001 - Fotografier från Albanien
- 2002 - Fotografier från Provence (Frankrike)
- 2008 - Fotografier från New Mexico